# Логар, Миховил
Миховил Ло́гар (серб. Миховил Логар, сербохорв. Mihovil Logar; 6 октября 1902, Флаум, Австро-Венгрия, ныне Риека, Хорватия — 13 января 1998, Белград, Сербия и Черногория) — словенский, сербский и югославский композитор и педагог, музыкальный критик.

## Биография
Начал обучение музыке в Пражской консерватории у Карела Йирака и Йозефа Сука (композиция). Здесь входил в «пражскую группу» композиторов, куда, кроме него самого, входили: Станойло Раичич, Драгутин Чолич, Любица Марич, Воислав Вучкович и Милан Ристич. С 1927 года работал в Белграде. В 1945—1972 годах — профессор Музыкальной академии. В 1956—1958 годах — председатель Союза Композиторов Сербии.
Писал музыку к кинофильмам. Автор критических статей и эссе.

## Сочинения
- опера «Спесивый глупец» / Покондирена тиква (1956, Белград)
- опера «1941»[1] / 1941 (1961, Сараево)
- балет «Золотая рыбка» / Златна рибица (1953, Белград; по А. С. Пушкину)
- сценическая симфония «4 сцены из Шекспира» / Четири сцене из Шекспира (1930)
- кантаты
- симфонии
- концерты для инструмента с оркестром
- струнные квартеты
- пьесы для фортепиано
- песни